# Аглимозеро
Аглимозеро — пресноводное озеро на территории Пяльмского сельского поселения Пудожского района Республики Карелии.

## Общие сведения
Площадь озера — 1,2 км². Располагается на высоте 178 метров над уровнем моря.
Котловина ледникового происхождения.
Форма озера лопастная, продолговатая: оно вытянуто с северо-запада на юго-восток. Берега изрезанные, каменисто-песчаные, местами заболоченные.
Озеро не имеет видимых поверхностных притоков и стоков и относится к бассейну реки Туны, впадающей в реку Жилую Тамбицу. Последняя является притоком реки Пяльмы, впадающей в Онежское озеро.
В озере расположено шесть небольших безымянных островов, рассредоточенных по всей площади водоёма.
Средняя амплитуда колебаний уровня составляет 0,2 м.
Населённые пункты и автодороги вблизи водоёма отсутствуют.
Код объекта в государственном водном реестре — 01040100611102000018985.